# Bao'an Stadion
Das Bao'an Stadion (chinesisch 宝安体育馆, Pinyin Bǎo'ān Tǐyùguǎn) ist ein Stadion in der südchinesischen Stadt Shenzhen mit einem Fassungsvermögen von 40.050 Zuschauern. Das Stadion wurde vom deutschen Architekturbüro Gerkan, Marg und Partner für das Frauenfußballturnier der Universiade 2011 entworfen, die Konstruktion orientiert sich an den Bambuswäldern der Umgebung.

## Galerie

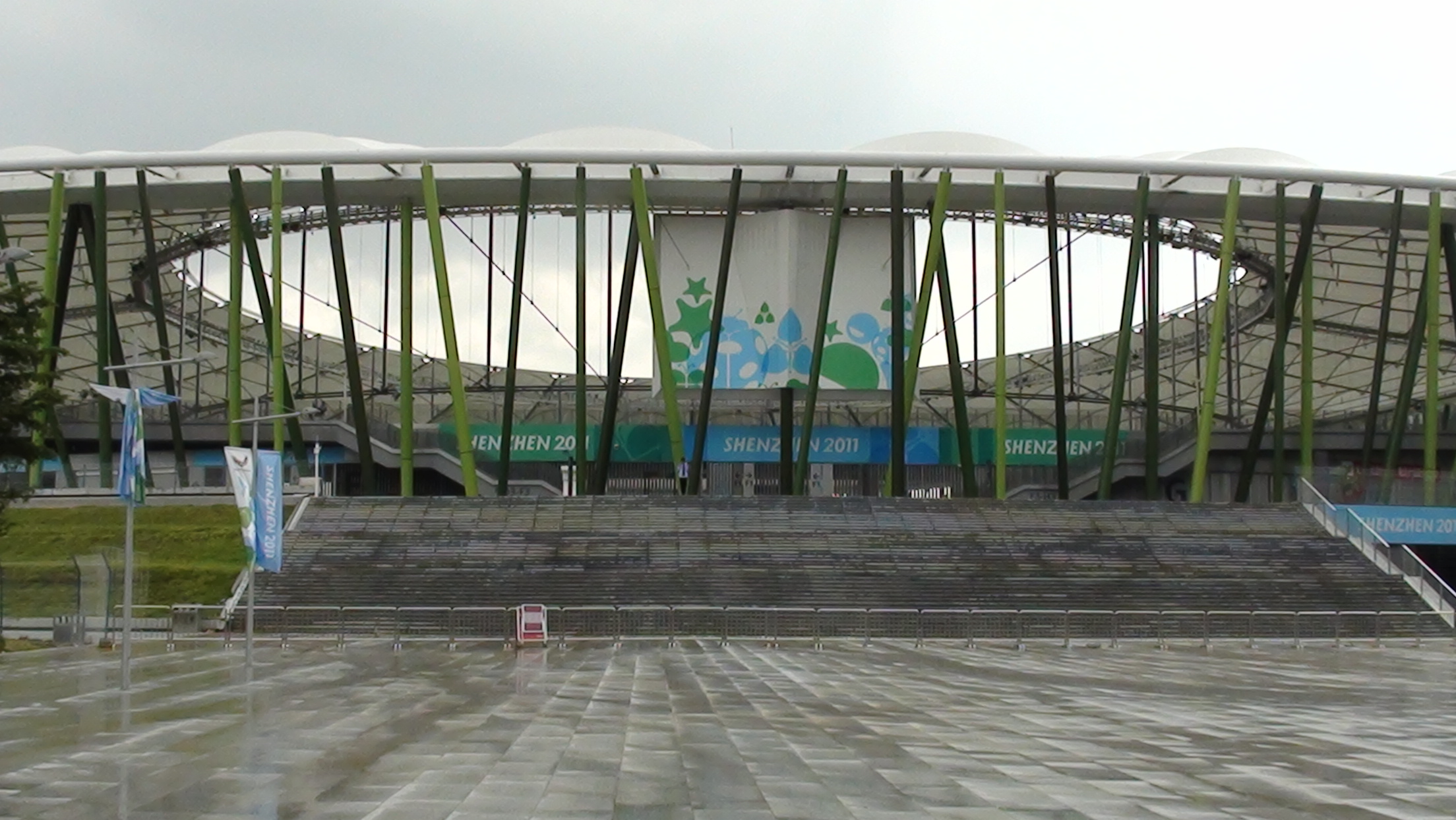
Blick auf die Außenfassade des Stadions (2011)
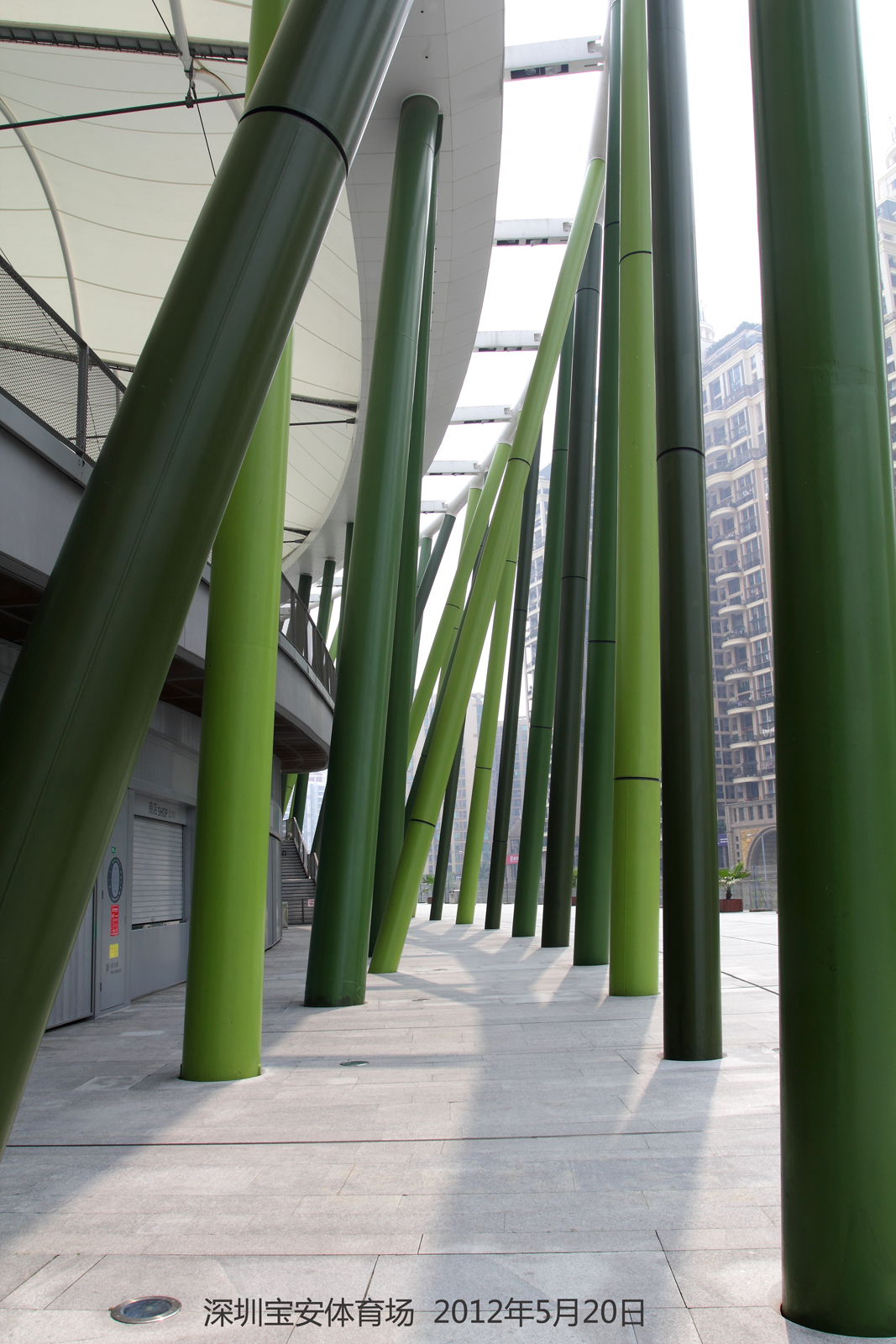
Blick auf den zweireihigen Ring aus grünen Stahlstützen (von Bambuswäldern inspiriert)